# Детская магия (иллюзионизм)

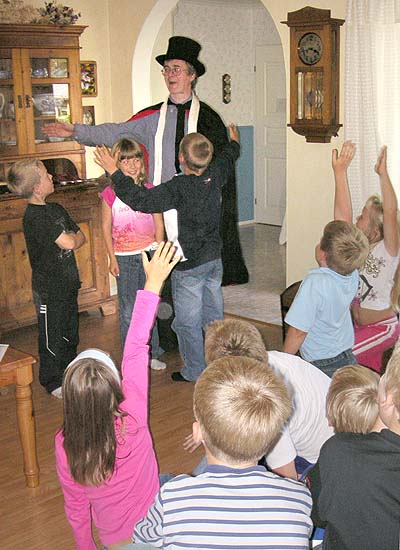
Представление фокусника на детском празднике. 2008 г.

Де́тская ма́гия — направление иллюзионизма, специализирующееся на развлечении детей.

## Общие сведения
Спектакли детской магии обычно проводят при непосредственном участии детей на мероприятиях вроде дней рождения и утренников в детских садах, церквях, начальных и воскресных школах.
Так как юные зрители не обладают большим запасом сдержанности, бурно реагируя на ошибки демонстратора, эта особенность позволяет легко строить представления в комедийном ключе, эксплуатируя, якобы, неуклюжесть иллюзиониста.
Детская магия не требует сложного инвентаря и, в качестве реквизита, может оперировать обыкновенными игрушками — кубиками, шариками, поролоновыми зверюшками. Всем подобным трюкам при должном терпении сравнительно легко обучиться. Поэтому они вполне доступны даже начинающим фокусникам-любителям и, тем более, использующим готовые, покупные магические наборы.

## Особенности детской аудитории
Стивен Левитт отмечает, что особенности детской магии определяются спецификой аудитории, то есть психологией детей. С одной стороны, они как правило, верят в волшебство, что упрощает работу. С другой стороны, по сравнению со взрослыми зрителями, они менее внимательны к отвлекающим словам иллюзиониста, но при этом тщательнее следят за его действиями. Это может затруднить работу в детской аудитории.